# Axel Schulz (Boxer)
Axel Schulz (* 9. November 1968 in Bad Saarow-Pieskow) ist ein ehemaliger deutscher Boxer.

## Amateurkarriere

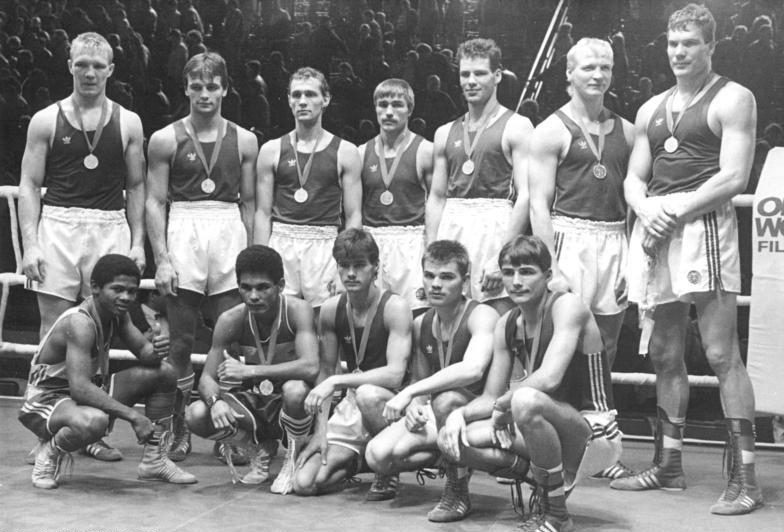
Axel Schulz (hinten links) 1989 beim 18. Chemiepokal in Halle

Axel Schulz begann 1979 bei SG GASELAN Fürstenwalde e. V. mit dem Boxsport und wechselte 1982 in die Boxabteilung des ASK Vorwärts Frankfurt, aus dem der Box Club Frankfurt (Oder) e. V. hervorging. Er wurde unter anderem von Ulli Wegner und ab 1988 von Manfred Wolke trainiert. Im Laufe seiner Amateurkarriere bestritt er 98 Kämpfe mit 78 Siegen.
Er gewann im September 1986 die Goldmedaille im Halbschwergewicht bei den Junioren-Europameisterschaften in Kopenhagen, wobei er im Finale Markus Keusgen besiegt hatte.
1988 gewann er im Schwergewicht die DDR-Meisterschaft in Gera und im März 1989 den Chemiepokal in Halle (Saale); er besiegte dabei im Finale den Sieger des Vorjahres, Wiktor Achschonow aus der Sowjetunion.
Bei der Europameisterschaften im Juni 1989 in Athen siegte er gegen Željko Mavrović, Geir Behn und Bert Teuchert, ehe er im Finale gegen Arnold Vanderlyde unterlag. Als Vizeeuropameister startete er im September 1989 bei den Weltmeisterschaften in Moskau und setzte sich gegen den US-Amerikaner John Bray und den Rumänen Vasile Adumitroaie durch, ehe er verletzungsbedingt nicht zu seinem Halbfinalkampf gegen den Kubaner Félix Savón antreten konnte und mit einer Bronzemedaille im Schwergewicht ausschied.

## Profikarriere

### Anfänge
Nach seiner folgenden Bänderoperation und der daraus resultierenden Zwangspause von mehr als einem halben Jahr unterschrieb er zusammen mit Wolke und Henry Maske einen Profivertrag bei Wilfried Sauerland. Am 5. Oktober 1990 debütierte Schulz in Düsseldorf als Schwergewichtsprofi gegen George Ajio aus Uganda. Nach seinem Punktsieg und drei weiteren Aufbaukämpfen wurde er von der Zeitschrift Boxsport zum Nachwuchsboxer des Jahres 1990 gekürt.
Schulz besaß nur eine bestenfalls durchschnittliche Schlagkraft, jedoch gepaart mit soliden Nehmerfähigkeiten und einer guten Grundschnelligkeit. Sein Kampfstil war geprägt von defensivem Arbeiten mit der Führhand, um den Gegner zunächst auf Distanz zu halten und ihn dann mit überfallartigen Angriffen attackieren zu können.
1992 setzte er sich in Kassel gegen Bernd Friedrich (zu diesem Zeitpunkt fünf Siege, eine Niederlage) durch und wurde deutscher Meister im Schwergewicht.
1992 und 1993 boxte er zweimal gegen den leicht favorisierten Henry Akinwande um die Europameisterschaft. Trotzte Schulz im ersten Kampf Akinwande noch ein Unentschieden ab, so wusste er im Rückkampf die größere Reichweite seines Gegners nicht durch ausreichende Schnelligkeit und Beweglichkeit zu kompensieren und musste seine erste Niederlage als Profi hinnehmen.
Nach Punkten besiegte Axel Schulz im September 1994 in Leverkusen den bereits 41-jährigen, bei einer Körpergröße von nur 193 cm 122 Kilogramm schweren James „Bonecrusher“ Smith über 10 Runden knapp nach Punkten, der seine beste Zeit schon lange hinter sich hatte und in seinen besten Zeiten, in den 1980er Jahren, vor dem Aufstieg Tysons kurzzeitig WBA-Weltmeister gewesen war. Dennoch brach Smith vor nur 2000 Zuschauern Schulz die Nase. Einige der Zuschauer quittierten die einstimmige Entscheidung (99:94, 98:95, 99:95) der drei Punktrichter mit Pfiffen. Mit diesem Sieg rutschte Schulz erstmals in die Top 12 der IBF-Rangliste.

### Schulz – Foreman
Mit der guten Ranglistenposition ergab sich für ihn die Möglichkeit, vom amtierenden Weltmeister dieses Verbandes als Herausforderer akzeptiert zu werden. Im Frühjahr 1995 bekam Schulz dann unerwartet diese Chance. Hintergrund war die Tatsache, dass der bereits 45 Jahre alte Exweltmeister George Foreman am 5. November 1994 gegen den WBA- und IBF-Weltmeister Michael Moorer überraschend ein Comeback geschafft hatte. Dem schlagstarken Altmeister gelang in der zehnten Runde, nach Punkten deutlich zurückliegend, ein Sieg. Um zu verhindern, dass er seine beiden gewonnenen Gürtel bei der ersten freiwilligen Titelverteidigung gleich wieder würde abgeben müssen, suchte man in der IBF-Rangliste nach einem relativ ungefährlichen Gegner. Letztendlich entschied man sich mit Axel Schulz für den am schlechtesten platzierten Boxer unter den möglichen Herausforderern.
Wie sich im Nachhinein herausstellte, kam Schulz allerdings nur durch massive Bestechung zu dieser guten Ranglistenposition und somit auch zu diesem WM-Kampf. So erklärte Foremans Promotor Bob Arum, für die Sanktionierung des Fights zwischen Foreman und dem bis dahin völlig unbekannten Schulz damals 100.000 Dollar an die IBF gezahlt zu haben. Arum ergänzte, dass Foreman selbst zu diesem Zweck 250.000 Dollar Bestechungsgelder an die IBF gezahlt habe.
Schulz war in den USA bis dahin so gut wie niemandem ein Begriff; er galt deshalb in den US-amerikanischen Medien als krasser Außenseiter. Zur besseren Vermarktung des Deutschen wurde der Vergleich mit Max Schmeling bemüht. Stand in Deutschland vor allem die Tatsache im Vordergrund, dass es nach Schmeling endlich wieder einen deutschen Weltmeister im Schwergewicht geben könnte, sahen die US-amerikanischen Medien in Schulz vor allem „Schmelings Enkel“. Foreman ging mit seiner Entscheidung, gegen Axel Schulz anzutreten, gleichzeitig dem Pflichtherausforderer der WBA, Tony Tucker, aus dem Weg, weswegen ihm die WBA ihren Titel aberkannte. Daher hielt er zum Zeitpunkt des Kampfes gegen Schulz nur noch den Titel der IBF.
Am 22. April 1995 kam es in Las Vegas zum Aufeinandertreffen beider Kontrahenten und für viele zu einer großen Überraschung. Entgegen vieler Prognosen lieferte Axel Schulz dem Titelverteidiger nicht nur einen beherzten Kampf, es gelang ihm auch, den US-Amerikaner wiederholt vor unerwartete Probleme zu stellen. Bis auf wenige brenzlige Situationen wich er geschickt den gefürchteten Schwingern des Weltmeisters aus, um dann seinerseits in der Halbdistanz zu punkten. Konnte der Außenseiter aus Deutschland letztlich George Foreman auch keine „Boxlektion“ erteilen, was zuvor Evander Holyfield und Tommy Morrison bei ihren Punktsiegen über den Altmeister 1991 bzw. 1993 gelungen war, war er doch zumindest über weite Strecken des Kampfes der aktivere Boxer. Als er den „Fels“ Foreman in der letzten Runde mit einer sauberen Viererkombination ans Kinn ins Wanken brachte, glaubten die meisten an einen neuen Weltmeister. Doch am Ende wurde unter heftigen Unmutsäußerungen der Zuschauer ein knapper Punktsieg des Titelverteidigers bekannt gegeben.
Nach dem Kampf waren nahezu alle Fachleute der Meinung, dass Axel Schulz den Kampf gewonnen hatte. Obwohl um den Lohn seiner Mühen gebracht, wurde Schulz durch diese Niederlage letztlich über Nacht berühmt. Mit seinem beherzten Auftreten sicherte er sich weltweit viele Sympathien. Um die Wogen der Empörung zu glätten, ordnete die IBF einen sofortigen Rückkampf an. Da George Foreman ein weiteres Duell gegen Schulz unbedingt vermeiden wollte und der Aufforderung zum Rückkampf nicht nachkam, wurde ihm auch der IBF-Titel aberkannt.

### Schulz – Botha
Nun bekam Schulz gegen den ungeschlagenen, aber nicht besonders angesehenen Südafrikaner Francois Botha eine weitere Chance, um den nunmehr vakanten IBF-Titel zu kämpfen. Die deutschen Medien, besonders der Fernsehsender RTL, welcher die Übertragungsrechte an seinen Kämpfen besaß, wurden nicht müde, mit Axel Schulz endlich wieder einen vermeintlichen deutschen Weltklasseboxer in der Königsklasse zu feiern. Dabei übersah man gerne, dass George Foreman zwar einen großen Namen hatte, jedoch bereits 46-jährig, nicht gerade schlank und vergleichsweise unbeweglich war, seinen WM-Titel außerdem durch glückliche Umstände errungen hatte. Insgesamt wurde Axel Schulz von weiten Teilen der deutschen Öffentlichkeit als legitimer Anwärter auf den Weltmeisterthron und der Kampf gegen den in Deutschland völlig unbekannten Botha nur als Formsache angesehen.
Als der Kampf schließlich am 9. Dezember 1995 in Stuttgart stattfand, war von der Unbekümmertheit, mit der Schulz acht Monate zuvor Foreman einen großen Kampf geliefert hatte, nichts mehr zu sehen; im Gegenteil, er wirkte verkrampft und befangen. Botha übernahm von Anfang an die Initiative, wenngleich die meisten seiner Schläge auf der Deckung des Deutschen landeten. Dieser wurde selten aktiv und wirkte nicht entschlossen genug. Obwohl viele Experten Schulz konditionelle Vorteile gegenüber Botha bescheinigt hatten und dieser körperlich nicht austrainiert wirkte, blieb der Südafrikaner bis zum Ende des Kampfes der aktivere Mann. Dementsprechend ernüchtert waren viele, als Axel Schulz durch Mehrheitsentscheidung abermals einen WM-Kampf verlor. Trotzdem witterten viele Zuschauer, auch aufgrund der persönlichen Anwesenheit des umtriebigen Boxpromoters Don King, abermals Betrug am eigenen Mann. Als Folge daraus kam es zu Tumulten, in deren Verlauf neben Gläsern ganze Sektflaschen in den Ring geworfen wurden. Bei diesen Ausschreitungen erlitten mehrere Zuschauer in den ersten Reihen leichte Verletzungen, darunter die Ehefrauen von Henry Maske und Bernie Ecclestone. Seither werden bei Boxveranstaltungen in Deutschland keine Glasflaschen bzw. Gläser mehr ausgegeben.
Die Fernsehübertragung des Kampfes war für den übertragenden Sender RTL jedoch ein großer Erfolg: mit durchschnittlich 17,96 Millionen und punktuell 18,52 Millionen erreichte der Sender seinen besten Wert, der auch fast zwanzig Jahre später noch Bestand hat.
Als der Sieger Francois Botha nach dem Kampf der Einnahme unerlaubter Mittel überführt wurde, annullierte man die Entscheidung. Somit war der WM-Titel der IBF abermals vakant.

### Schulz – Moorer
Nach Bothas Suspendierung kämpfte Axel Schulz am 22. Juni 1996 in Dortmund zum dritten Mal um den Weltmeistertitel. Gegner war diesmal Ex-Weltmeister Michael Moorer. Im Gegensatz zu den beiden vorherigen Kämpfen blieben dieses Mal die Skandale aus. Axel Schulz konnte zwar auch im dritten Anlauf die WM-Krone nicht gewinnen, verkaufte sich jedoch im Rahmen seiner Möglichkeiten akzeptabel und unterlag mit Moorer einem Boxer, der zur Weltspitze zählte.
Nach der Niederlage gegen Moorer war für Axel Schulz die Zeit der lukrativen Kämpfe vorerst vorbei. In einer Reihe von Aufbaukämpfen gelangen ihm Siege gegen mittelmäßige Gegner, unter anderem ein K.-o.-Sieg gegen Kevin McBride, der acht Jahre später mit einem überraschenden Sieg gegen den gealterten Mike Tyson für Aufsehen sorgte. Axel Schulz plagte sich immer mehr mit Verletzungen herum, welche ihn zu längeren Pausen zwangen. Diese Zeit nutzte er, um sich unter anderem auf dem Gebiet der Schauspielerei zu versuchen. Doch der Ehrgeiz, im Boxen doch noch einen großen Titel zu gewinnen, ließ ihn nicht los. Selbst eine Operation an der Bandscheibe änderte nichts an seinem Vorhaben. Am 30. März 1999, drei Wochen nach der OP, gab Axel Schulz in Riesa eine Pressekonferenz. Dort erklärte er, dass er nur noch für große Kämpfe zur Verfügung stehe, andernfalls werde er seine Karriere beenden. Er forderte von seinem Promoter Wilfried Sauerland entweder einen Kampf um einen international anerkannten Titel oder einen Vergleich mit Vitali oder Wladimir Klitschko. Letzteres war für die Öffentlichkeit die wahrscheinlich attraktivere Option, hatten sich doch die Ukrainer in letzter Zeit mit spektakulären Auftritten immer mehr ins Rampenlicht geboxt.

### Schulz – Klitschko
Axel Schulz bekam im September 1999 gegen Wladimir Klitschko die Chance, ein drittes Mal um die Europameisterschaft zu boxen. Obwohl sein letzter Auftritt im Ring schon mehr als ein Jahr zurücklag und Wilfried Sauerland und Trainer Manfred Wolke ihm von dem Kampf abrieten, verzichtete Schulz auf einige Aufbaukämpfe als Vorbereitung. Als die Begegnung am 25. September 1999 in Köln vor 18.000 Zuschauern stattfand, waren bei Axel Schulz trotz einer siebenwöchigen Vorbereitung in Südafrika die deutlichen Spuren der Ringpause nicht zu übersehen. Vom ersten Gongschlag an musste er harte Treffer einstecken. Außerdem verharrte Schulz weitgehend in seiner Doppeldeckung und schluckte dabei eine steife Linke nach der anderen. Als verhängnisvoll erwies sich dabei besonders das fehlende Distanzgefühl, wodurch er sich ständig in der Halbdistanz vor seinem Gegner aufbaute, was in Anbetracht der Reichweitevorteile Klitschkos optimal für diesen war. In der achten Runde hatte der Ringrichter ein Einsehen und nahm den schwer gezeichneten Deutschen aus dem Kampf. Axel Schulz verkündete noch im Ring seinen Rücktritt vom aktiven Boxsport. Trotz jeweils drei Welt- und Europameisterschaftskämpfen gelang ihm kein internationaler Titelgewinn.

### Comebackversuch gegen Brian Minto
Seit seinem Karriereende arbeitet Schulz auch als Sportmoderator und -kommentator. Im Dezember 2005 bekam er eine Offerte von Promoter Don King für ein Comeback. Nach einer sportmedizinischen Untersuchung mit günstigem Resultat trainierte Axel Schulz für einen Kampf gegen den Amerikaner Brian Minto. Sein bevorzugter Trainer Ulli Wegner sagte ihm ab, nachdem dessen Arbeitgeber Wilfried Sauerland eine Zusammenarbeit untersagt hatte. Stattdessen wurde er von Richard Conti vorbereitet. Schulz trainierte u. a. in Cape Coral/Florida, wobei der frühere Oberbürgermeister Riesas Wolfram Köhler als Manager fungierte.
Im Kampf am 25. November 2006 im Gerry-Weber-Stadion in Halle (Westf.) gegen den in der unabhängigen Computerrangliste auf Platz 26 geführten Minto ging Axel Schulz in der vierten Runde zum ersten Mal zu Boden und verlor nach schwacher Vorstellung in der sechsten Runde durch Technischen K. o. Axel Schulz konnte seinen Größenvorteil nie nutzen und kaum Wirkungstreffer landen, dagegen war Minto aggressiver und aktiver. Nach dieser Niederlage erklärte Axel Schulz seinen definitiven Rücktritt vom aktiven Boxen.
Ein Erfolg wurde die Übertragung des Boxkampfes für den Privatsender RTL, der sich zuvor die Rechte an der Ausstrahlung gesichert hatte. Während des um 23:07 Uhr gestarteten Kampfes sahen durchschnittlich 11,53 Millionen Menschen zu. Sowohl in der Zielgruppe (14–49 Jahre) als auch bei den Zuschauern ab drei Jahren konnte RTL damit einen Marktanteil von 48,1 Prozent erreichen.

## Liste der Profikämpfe
| 26 Siege (11 K.o.-Siege), 5 Niederlagen (2 K.o.-Niederlagen), 1 Unentschieden, 1 Keine Wertung |               |                                                        |                                                      |                                                     |
| Jahr                                                                                           | Tag           | Ort                                                    | Gegner                                               | Ergebnis für Schulz                                 |
| 1990                                                                                           | 5. Oktober    | Philipshalle, Düsseldorf, Deutschland                  | George Ajio                                          | Punktsieg (einstimmig) / 6 Runden                   |
| 1990                                                                                           | 16. November  | Sporthalle Hamburg, Hamburg, Deutschland               | Jens Ploesser                                        | Sieg / TKO 1. Runde                                 |
| 1990                                                                                           | 7. Dezember   | Berlin National Arena, Berlin, Deutschland             | Barry Ellis                                          | Punktsieg / 6 Runden                                |
| 1990                                                                                           | 14. Dezember  | Europahalle Karlsruhe, Karlsruhe, Deutschland          | Ramon Voorn                                          | Punktsieg / 6 Runden                                |
| 1991                                                                                           | 28. Februar   | Philipshalle, Düsseldorf, Deutschland                  | Ramon Voorn                                          | Sieg / TKO 5. Runde                                 |
| 1991                                                                                           | 31. Mai       | Berlin National Arena, Berlin, Deutschland             | Steve Garber                                         | Sieg / KO 5. Runde                                  |
| 1991                                                                                           | 28. Juni      | Burgtheater Dinslaken, Dinslaken, Deutschland          | Laszlo Virag                                         | Sieg / TKO 3. Runde                                 |
| 1991                                                                                           | 13. September | Burg-Wächter Castello, Düsseldorf, Deutschland         | Steve Gee                                            | Sieg / KO 2. Runde                                  |
| 1991                                                                                           | 2. Oktober    | Steintor-Varieté, Halle, Deutschland                   | David Muhammed                                       | Punktsieg / 8 Runden                                |
| 1991                                                                                           | 6. Dezember   | Burg-Wächter Castello, Düsseldorf, Deutschland         | Charles Dixon                                        | Sieg / KO 2. Runde                                  |
| 1992                                                                                           | 28. Januar    | Legien Center, Berlin-Mitte, Deutschland               | Ricardo Spain                                        | Sieg / TKO 2. Runde                                 |
| 1992                                                                                           | 6. März       | National Bank Arena, Berlin, Deutschland               | Gary McCrory                                         | Sieg / TKO 2. Runde                                 |
| 1992                                                                                           | 25. April     | National Bank Arena, Berlin, Deutschland               | Laszlo Pasterko                                      | Punktsieg / 8 Runden                                |
| 1992                                                                                           | 19. September | Stadthalle Kassel, Kassel, Deutschland                 | Bernd Friedrich vakante deutsche Meisterschaft (BDB) | Punktsieg / 10 Runden                               |
| 1992                                                                                           | 2. Oktober    | Deutschlandhalle, Berlin-Charlottenburg, Deutschland   | Ricky Parkey                                         | Punktsieg / 8 Runden                                |
| 1992                                                                                           | 19. Dezember  | National Bank Arena, Berlin, Deutschland               | Henry Akinwande EBU-Europameisterschaft              | Unentschieden (Punktentscheidung) / 12 Runden       |
| 1993                                                                                           | 1. Mai        | National Bank Arena, Berlin, Deutschland               | Henry Akinwande EBU-Europameisterschaft              | Punktniederlage (einstimmig) / 12 Runden            |
| 1993                                                                                           | 7. August     | Resorts International, Atlantic City (New Jersey), USA | Kimmuel Odum                                         | Punktsieg (einstimmig) / 10 Runden                  |
| 1993                                                                                           | 16. Oktober   | Oberwerth Halle, Koblenz, Deutschland                  | Carlton West                                         | Sieg / KO 2. Runde                                  |
| 1994                                                                                           | 7. Mai        | Oberwerth Halle, Koblenz, Deutschland                  | Al Evans                                             | Sieg / TKO 3. Runde                                 |
| 1994                                                                                           | 4. Juni       | Westfalenhallen, Dortmund, Deutschland                 | Troy Jefferson                                       | Punktsieg / 8 Runden                                |
| 1994                                                                                           | 18. Juni      | Bismark Hotel, Chicago, USA                            | Jack Basting                                         | Punktsieg (einstimmig) / 10 Runden                  |
| 1994                                                                                           | 17. September | Wilhelm-Dopatka-Halle, Leverkusen, Deutschland         | James Smith                                          | Punktsieg (einstimmig) / 10 Runden                  |
| 1995                                                                                           | 22. April     | MGM Grand Hotel, Las Vegas, USA                        | George Foreman IBF/WBU-Weltmeisterschaft             | Punktniederlage (Mehrheitsentscheidung) / 12 Runden |
| 1995                                                                                           | 9. Dezember   | Hanns-Martin-Schleyer-Halle, Stuttgart, Deutschland    | Francois Botha vakante IBF-Weltmeisterschaft         | Ungültig („No Contest“) / 12 Runden                 |
| 1996                                                                                           | 22. Juni      | Westfalenstadion, Dortmund, Deutschland                | Michael Moorer vakante IBF-Weltmeisterschaft         | Punktniederlage (mehrstimmig) / 12 Runden           |
| 1996                                                                                           | 7. Dezember   | Kurhalle Oberlaa, Wien, Österreich                     | Jose Ribalta                                         | Punktsieg (einstimmig) / 10 Runden                  |
| 1997                                                                                           | 26. April     | Leipziger Messe, Leipzig, Deutschland                  | Jorge Valdes                                         | Punktsieg (einstimmig) / 10 Runden                  |
| 1997                                                                                           | 30. August    | Max-Schmeling-Halle, Berlin, Deutschland               | Kevin McBride                                        | Sieg / TKO 9. Runde                                 |
| 1998                                                                                           | 28. Februar   | Westfalenhallen, Dortmund, Deutschland                 | Julius Francis EBU-Eliminator                        | Punktsieg (einstimmig) / 12 Runden                  |
| 1998                                                                                           | 22. August    | Leipziger Messe, Leipzig, Deutschland                  | Richard Mason                                        | Punktsieg (einstimmig) / 10 Runden                  |
| 1999                                                                                           | 25. September | Kölnarena, Köln, Deutschland                           | Wladimir Klitschko EBU-Europameisterschaft           | Niederlage / TKO 8. Runde                           |
| 2006                                                                                           | 25. November  | Gerry-Weber-Stadion, Halle (Westf.), Deutschland       | Brian Minto                                          | Niederlage / TKO 6. Runde                           |
| Quelle: Axel Schulz in der BoxRec-Datenbank                                                    |               |                                                        |                                                      |                                                     |

## Ehrung
- 1997: Sportler des Jahres von Brandenburg[13]

## Ehrenamtliches Engagement
Seit Ende 2016 engagiert sich Schulz gemeinsam mit dem Ulmer Basketballer Tim Ohlbrecht und dem Berliner Eishockey-Nationalspieler Marcel Noebels ehrenamtlich als „Botschafter“ der vom ehemaligen Liqui-Moly-Chef gegründeten karitativen Ernst Prost Stiftung. Er unterstützt die Stiftung durch Benefiz-Aktionen wie Trikot-Versteigerungen und erhöht durch seine Prominenz ihren Bekanntheitsgrad und das Spendenaufkommen.
Weiterhin ist Schulz seit 2018 auch Schirmherr des Vereins „Grasbeißerbande e. V.“, der das Thema Sterben stärker ins Bewusstsein bringen möchte und die Kinderhospizarbeit unterstützt.

## Sonstiges

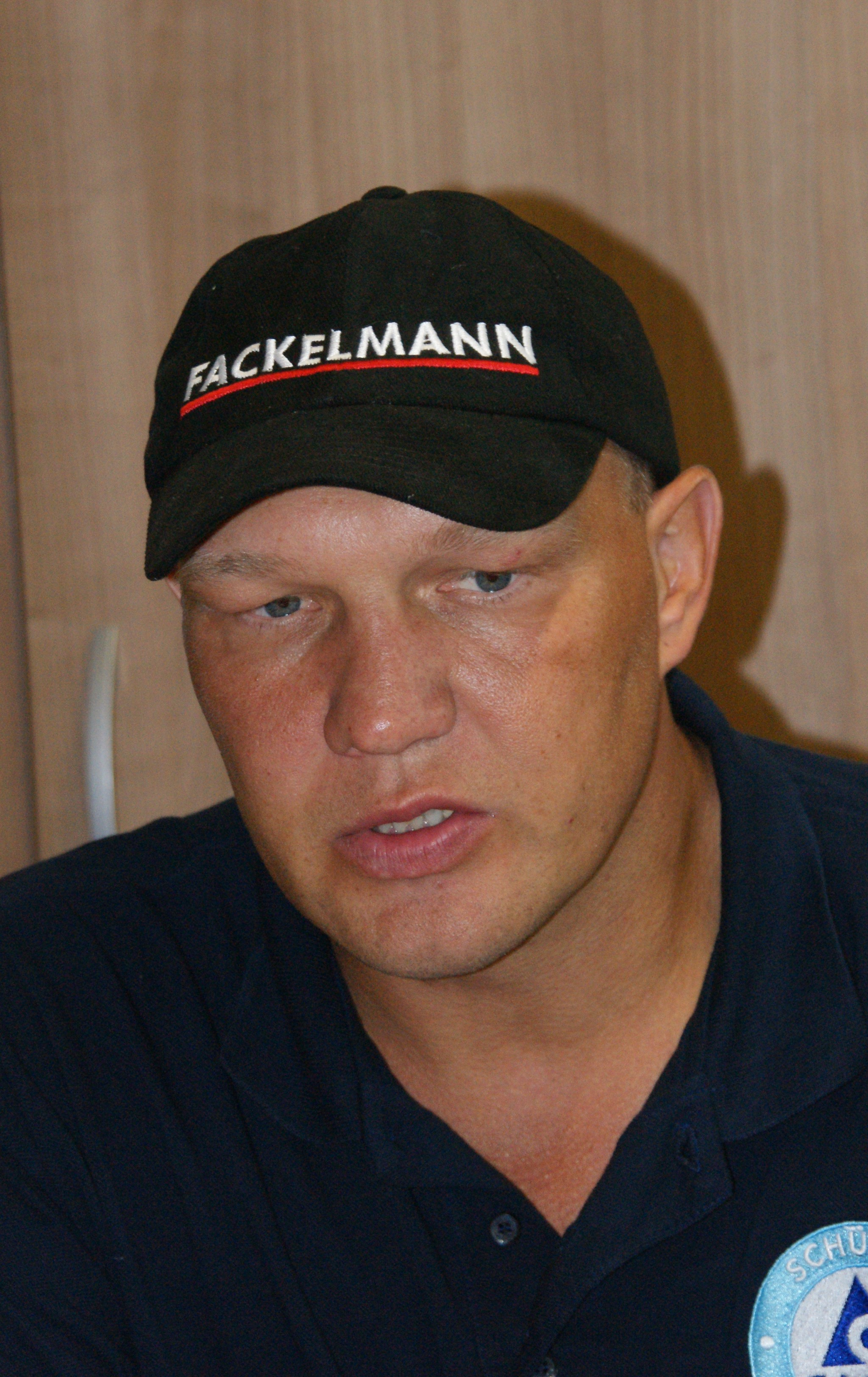
Axel Schulz, 2009

- Schulz ist seit März 2006 mit seiner Frau Patricia verheiratet, die er 2005 kennenlernte. Sie haben zwei Töchter (* 2006, * 2010). Im Juli 2021 machte Axel Schulz die zurückliegende Trennung öffentlich.[16]

- Axel Schulz war 1986 als Minderjähriger vom Ministerium für Staatssicherheit der DDR unter dem Decknamen „Markus“ als Inoffizieller Mitarbeiter angeworben worden.[17] Nachdem Schulz in seinen Berichten nicht die gewünschten Angaben zu Personen und Vorfällen geliefert hatte, beendete das MfS von sich aus die Zusammenarbeit.[18]

- Bei der Deutschlandtour der US-amerikanischen WCW (World Championship Wrestling) wurde er als Bösewicht eingesetzt, weigerte sich aber, den Bitten der Veranstalter nachzukommen und riskante Manöver zu zeigen. Schulz ist auch gelegentlich in Nebenrollen in Film und Fernsehen aktiv sowie regelmäßiger Gast in deutschen Talkshows. Am 6. Oktober 2017 hatte Schulz einen Gastauftritt in der Comedy-Sendung heute-show mit Oliver Welke.

- In Folge 225 der ZDF-Krimiserie Ein Fall für Zwei (Tödliche Verbindung) spielt Schulz einen Bodyguard, der im Laufe der Handlung den Privatdetektiv Josef Matula niederschlägt.[19][20]

- Der Mediensatiriker Oliver Kalkofe nahm Schulz in Kalkofes Mattscheibe gelegentlich auf die Schippe. Anders als andere „Opfer“ meldete sich Schulz bei Kalkofe und bekundete, sich jedes Mal sehr zu freuen und zu amüsieren. Axel Schulz trug bei jedem öffentlichen Auftritt (auch bei seiner Hochzeit) die Mütze seines Sponsors Fackelmann GmbH & Co KG. Zum 31. Dezember 2017 wurde die Zusammenarbeit einvernehmlich beendet. Schulz trug danach eine Kappe mit dem Schriftzug "01.03.2018". Am 26. Februar 2018 gab er seinen neuen Werbepartner "sportstrom.de" bekannt.

- Mitte Februar 2007 wurde bekannt, dass Schulz nur eine Woche nach dem Kampf gegen Brian Minto einen Schlaganfall erlitten hatte. Grund hierfür war eine fünffach erhöhte Konzentration von Thrombozyten. Bereits im September 2006 soll bei Schulz ein Schlaganfall diagnostiziert worden sein, was ihn jedoch nicht davon abhielt, gegen Brian Minto anzutreten.

- Am 23. Juni 2012 wurde bekannt, dass es zu einem überraschenden Treffen zwischen Schulz und seinem früheren Gegner Botha gekommen war. Dieser hatte dabei die Gelegenheit zu einer fairen Geste genutzt, indem er Schulz den seinerzeit (s. oben) umstritten erlangten WM-Gürtel übergeben hatte.

- Im Mai 2017 wurde er zum ersten Brandenburger Bierbotschafter ernannt.

- Schulz war 2017, 2022 und 2025 zu Gast in der Quizsendung Wer weiß denn sowas?

- Anlässlich von Schulz’ 50. Geburtstag am 9. November 2018 würdigte ihn Spiegel Online: „Alle großen Kämpfe hat er verloren. Trotzdem wurde Axel Schulz zum beliebtesten deutschen Schwergewichtsboxer seit Max Schmeling.“ Ein Grund dafür sei seine „ansteckende Fröhlichkeit“. Schulz beherrsche die „beiden schönsten Formen des Lachens“: mit anderen und über sich selbst.[21]

- Am 16. August 2019 veröffentlichte die Band Knorkator ihr Musikvideo Rette sich wer kann, in dem Schulz neben Eric Fish und Hans Werner Olm einen Gastauftritt hat.

- Im Januar 2022 nahm Schulz als "Schaf" an der ProSieben-Show The Masked Dancer teil und belegte den sechsten Platz.
- Im November 2023 hatte Axel Schulz einen Gastauftritt als Axel in Das Traumschiff: Walvis Bay.